# Liste der Abgeordneten zum Südtiroler Landtag (I. Legislaturperiode)
Die Liste der Abgeordneten zum I. Südtiroler Landtag listet alle bei der Landtagswahl 1948 gewählten Abgeordneten und etwaige Nachrücker auf.

## Abgeordnete
| Mitglied des Landtages   | Partei oder Wahlbündnis                    |
| ------------------------ | ------------------------------------------ |
| Erich Amonn              | Südtiroler Volkspartei                     |
| Alfons Benedikter        | Südtiroler Volkspartei                     |
| Silvio Bettini-Schettini | Partito Comunista Italiano                 |
| Marcello Caminiti        | Partito Socialista Italiano                |
| Guido Dorna              | Partito Socialista dei Lavoratori Italiani |
| Karl Erckert             | Südtiroler Volkspartei                     |
| Albuin Forer             | Südtiroler Volkspartei                     |
| Silvius Magnago          | Südtiroler Volkspartei                     |
| Paul Mayr                | Südtiroler Volkspartei                     |
| Josef Menz-Popp          | Südtiroler Volkspartei                     |
| Andrea Mitolo            | Movimento Sociale Italiano                 |
| Ernst Muther             | Südtiroler Volkspartei                     |
| Luigi Negri              | Democrazia Cristiana                       |
| Sandro Panizza           | Democrazia Cristiana                       |
| Alois Pupp               | Südtiroler Volkspartei                     |
| Franz Strobl             | Südtiroler Volkspartei                     |
| Friedrich Teßmann        | Südtiroler Volkspartei                     |
| Georg Thaler             | Südtiroler Volkspartei                     |
| Rolando Toma             | Unione Indipendenti                        |
| Leo von Pretz            | Südtiroler Volkspartei                     |